# Pearl Cleage
Pearl Cleage (7 de diciembre de 1948) es una escritora afroamericana cuya obra, tanto de ficción como de no ficción, ha sido ampliamente reconocida.  Su novela What Looks Like Crazy on an Ordinary Day (sin traducir al español) fue una de las novelas seleccionadas en 1998 para el Club del Libro de Oprah. Cleage es conocida por sus puntos de vista feministas, en particular en lo que se refiere a su identidad como mujer afroamericana. Cleage enseña teatro en Spelman College, en Atlanta, Georgia.

## Primeros años de vida y carrera
Pearl Cleage nació en Springfield, Massachusetts; hija de Doris Cleage (de soltera Graham), maestra, y del fallecido activista por los derechos civiles, el obispo Albert Cleage. Tras recibir ataques debido a las enseñanzas radicales de su padre, la familia se mudó a Detroit, Míchigan, donde el obispo Cleage se convirtió en un importante líder de los derechos civiles. Cleage cursó primero estudios en la Universidad Howard, en Washington D. C., en 1966, graduándose en literatura dramática y escritura de obras de teatro. En 1969, se trasladó a Atlanta, Georgia, para estudiar en Spelman College, donde se graduó en teatro en 1971. Posteriormente, formó parte del profesorado de Spelman como escritora, escritora de teatro visitante, y directora creativa. Cleage ha escrito muchas novelas, obras de teatro y de no ficción que se basan en gran medida en sus experiencias vitales. Muchas de sus novelas tienen lugar en vecindarios de Atlanta, Georgia.
Cleage escribe sobre temas que están en la intersección del sexismo y el racismo, en particular la violencia doméstica y la violación dentro de la comunidad negra. Es una activista por el sida y los derechos de las mujeres, experiencias en las que se basa para sus obras.

## Vida personal
En 1969, Cleage se casó con Michael Lomax, un político de Atlanta y en su momento presidente de la Universidad Dillard, en Nueva Orleans, Luisiana. Tuvieron una hija, Deignan Njeri. El matrimonio acabó en divorcio en 1979. En 1994, Cleage se casó con Zaron Burnett, Jr., escritor y director de la compañía de teatro Just Us. Tiene cuatro nietos.
Cleage fue presidenta de la cátedra del Fondo Cosby en Spelman College, Atlanta, Georgia. También da charlas en facultades, universidades y congresos sobre temas que incluyen la violencia doméstica, el papel de la ciudadanía en una democracia participativa, y temas relacionados con la escritura.

## Premios
- 2013 Theatre Legend Award - Atlanta Black Theatre Festival
- 1983 Five AUDELCO Awards for Outstanding Achievement Off-Broadway, 1983
- 2010 Sankofa Freedom Award

## Obras

### Novelas
- The Brass Bed and Other Stories (1991; ISBN 0-88378-127-1)
- What Looks Like Crazy on an Ordinary Day (1997; ISBN 0-380-97584-X)
- I Wish I Had a Red Dress (2001; ISBN 0-694-52418-2)
- Some Things I Never Thought I'd Do (2003; ISBN 0-345-45606-8)
- Babylon Sisters: A Novel (2005; ISBN 0-345-45609-2)
- Baby Brother's Blues (2006; ISBN 0-345-48110-0)
- Seen It All and Done the Rest (2008; ISBN 0-345-48113-5)
- Till You Hear From Me (2010; ISBN 0-345-50637-5)
- Just Wanna Testify (2011; ISBN 0-345-50636-7)

### Obras de teatro
- Flyin' West (1995; ISBN 0-8222-1465-2)
- Blues for an Alabama Sky (1999; ISBN 0-8222-1634-5)
- Bourbon at the Border (2006; ISBN 0-8222-2075-X)
- We Speak Your Names: A Celebration, with Zaron W. Burnett (2006; ISBN 0-7861-7442-0)
- A Song for Coretta, (2008; ISBN 978-0-8222-2239-2)
- What I Learned in Paris

### No ficción
- Mad at Miles: A Black Woman's Guide to Truth (1990; ISBN 0-9628142-0-2)
- Deals with the Devil and Other Reasons to Riot (1993; ISBN 0-345-38278-1)
- Things I Should Have Told My Daughter: Lies, Lessons and Love Affairs (2014; ISBN 978-1451664690)